# Kriminalci na godišnjem
Kriminalci na godišnjem (eng. In Bruges) je crnohumorna kriminalistička komedija Martina McDonagha iz 2008. Colin Farrell i Brendan Gleeson pojavljuju se u ulogama plaćenih ubojica koji se skrivaju u belgijskom Bruggeu, a Ralph Fiennes kao njihov gangsterski šef. Premijerno je prikazan na Sundance Film Festivalu 2008. 8. veljače 2008. počeo se prikazivati u ograničenom broju kina u SAD-u; 15. veljače premijerno je prikazan na Dublin Film Festivalu; 7. ožujka 2008. je krenuo u opću distribuciju u Irskoj, a 18. travnja i u Ujedinjenom Kraljevstvu.
Film sadrži mnoge reference na Ne okreći se, uključujući Chloëinu tvrdnju da je film unutar filma posveta Ne okreći se. Radnja dijeli neke sličnosti i s Liftom za kuhinju Harolda Pintera.
Farrell je osvojio Zlatni globus za najboljeg glumca u komediji ili mjuziklu.

## Radnja
Dvojica plaćenih ubojica skrivaju se u belgijskom gradu Bruggeu, a susrećući se s povijesnim znamenitostima grada suočavaju se s osjećajima krivnje, moralnosti i iskupljenja.
Tijekom svog prvog posla, plaćeni ubojica Ray slučajno ubije dječaka. On i njegov stariji partner Ken poslani su u Brugge od strane njihova nervoznog šefa Harryja te im je rečeno da čekaju za daljnje upute. Dok Ken posjećuje znamenitosti i povijesne srednjovjekovne građevine, Ray je mrzovoljan i odsutan, progonjen osjećajem krivnje zbog ubojstva djeteta. Jedne noći, dok promatraju snimanje filma u kojem nastupa patuljak Jimmy, Ray započne romansu s Chloë, lokalnom dilericom koja se predstavlja kao produkcijska pomoćnica. Na spoju, Ray se potuče s parom iz Kanade. Kasnije te noći, Chloëin bivši dečko Eirik zaprijeti Rayu pištoljem napunjenim slijepim mecima, ali Ray ga razoruža i opuca u njegovu smjeru djelomično ga oslijepivši.
Unatoč idiličnoj romansi s Chloë, Rayeva krivnja zbog ubojstva dječaka nastavlja ga progoniti. Ken konačno prima poziv od Harryja, koji mu naredi da ubije Raya zbog principa da je ubojstvo djeteta - čak i slučajno - neoprostivo. Ken dobiva pištolj od Harryjeva lokalnog belgijskog kontakta i pronađe Raya u parku. Ken mu se prišulja kako bi ga ubio, no ugleda Raya kako se namjerava ubiti sam. Njegova zabrinutost za mladića prevlada nad njegovim osjećajem dužnosti prema poslovođi pa ga spriječi u njegovoj namjeri. Ken tada prizna Rayu kako mu je naređeno da ga ubije, iako kaže kako ga ipak nije namjeravao ubiti. Dok dvojica raspravljaju o situaciji, Ken razoruža Raya i nagovori ga da napusti grad i posao. Nakon Rayeva odlaska, Ken nazove Harryja, otkrije svoju neposlušnost i lokaciju te naglo spusti slušalicu. Razbješnjeli Harry odmah se zaputi prema Bruggeu, gdje uzima pištolj od svog kontakta.
Prije nego što je Rayev vlak otputovao podalje od grada, uhite ga zbog napada na kanadski par i otprate natrag u Brugge. Ken i Harry sastaju se na piću prije uspinjanja na zvonik u Bruggeu, gdje Ken kaže Harryju kako Ray zaslužuje šansu za iskupljenjem i ponudi svoj život u zamjenu za Rayev. Harry, iako bijesan, sažali se nad Kenom i upuca ga u nogu na vrhu zvonika. U međuvremenu, Chloë izvlači Raya iz zatvora nakon čega odlaze na piće u podnožju zvonika. Nakon što Eirik obavijesti Harryja gdje je Ray, Ken napadne Harryja kako bi zaštitio Raya, a ovaj ga ustrijeli u vrat. Harry se spusti stubištem kako bi se obračunao s Rayem, ostavivši Kena da umre. Smrtno ranjen, Ken se odvuče natrag na vrh zvonika i baci se. Padnuvši na trg, Ken poživi tek toliko da upozori Raya na Harryjev dolazak.
Ray otrči natrag u hotel po pištolj. Harry stiže ubrzo za njim, ali trudna suvlasnica hotela odbije ga pustiti uz stepenice. Vičući preko stubišta, dvojica se muškaraca dogovaraju da Ray pobjegne kroz stražnji izlaz, dok će Harry trčati za njim oko hotela i pokušati ga upucati. Ray skoči na brod koji prolazi kanalom, a Harry ga ustrijeli iz daljine. Harry počne progoniti sada ranjenog Raya kroz ulice prije nego što se ovaj sruši nasred filmskog seta, gdje Jimmy nastupa u kostimu učenika. Harry upuca Raya još tri puta, no usred svega odvali Jimmyjevu glavu. Misleći kako je Jimmyjevo bezglavo tijelo dijete, Harry počini samoubojstvo navodeći svoj strogi kodeks. Teško ranjenog Raya odnose u kola hitne pomoći dok on razmišlja o svojem životu i životu nakon smrti, okružen mještanima koje je susreo. Ugleda Chloë i shvati kako se nada da će preživjeti. U tom trenutku izgubi svijest, dok mu sudbina ostaje nejasna.

## Glumci
- Colin Farrell kao Ray, novopečeni plaćeni ubojica progonjen krivnjom zbog svojeg prvog zadatka.
- Brendan Gleeson kao Ken, stariji i iskusniji plaćeni ubojica.
- Ralph Fiennes kao Harry Waters, kriminalni boss koji se vodi jasnim kodeksom časti.
- Clémence Poésy kao Chloë, belgijska dilerica i asistentica produkcije.
- Jordan Prentice kao Jimmy, američki glumac patuljak.
- Thekla Reuten kao Marie, suvlasnica i upraviteljica hotela.
- Jérémie Renier kao Eirik, Chloëin bivši dečko.
- Anna Madeley kao Denise
- Elizabeth Berrington kao Natalie
- Željko Ivanek kao Kanadski turist
- Ciarán Hinds (nepotpisan) kao Svećenik

## Kritike
Film je zaradio uglavnom pozitivne kritike. Prema podacima od 13. siječnja 2009. na Rotten Tomatoesu, 81 posto od 146 recenzija bilo je pozitivno. Na Metacriticu rezultat iznosi 67/100 na temelju 34 recenzije. Filmski kritičar Chicago Sun-Timesa Roger Ebert iznimno je hvalio film i dao mu četiri od četiri zvjezdice, rekavši: "Ovaj filmski debi kazališnog scenarista i redatelja Martina McDonagha je beskrajno iznenađujuća, vrlo mračna ljudska komedija s radnjom koja se ne može predvidjeti nego samo iskusiti."

## Nagrade
Kriminalci na godišnjem nominiran je za sedam Britanskih nezavisnih filmskih nagrada, uključujući za najboljeg redatelja debitanta, najboljeg glumca i najbolji scenarij, od kojih je potonju osvojio. Bio je i nominiran za dvije Nagrade Satellite za najboljeg glumca (Brendan Gleeson) i najbolji film (komedija ili mjuzikl). Film je 2009. nominiran za Zlatni globus za najbolji film – komedija ili mjuzikl, a Farrell i Gleeson za najboljeg glumca u komediji ili mjuziklu. Farrell je osvojio.
U studenom 2008., Martin McDonagh je osvojio nagradu Ceha irskih dramaturga i scenarista za najbolji scenarij. Scenarij je također osvojio nagradu BAFTA.

## Vanjske poveznice
- Službena stranica  Arhivirana inačica izvorne stranice od 19. listopada 2008. (Wayback Machine)
- Kriminalci na godišnjem u internetskoj bazi filmova IMDb-a
- Kriminalci na godišnjem na Rotten Tomatoes
- Kriminalci na godišnjem na Box Office Mojo